# ズウェドル
ズウェドル（英語: Zwedru）はリベリアの都市である。グランドゲデ郡の中心地（郡都）である。

## 交通

### 空港
- チェン空港（英語版）